# David Gilmour (1978)
David Gilmour gaf zijn gelijknamige eerste soloalbum uit in 1978.

## Muzikanten
- David Gilmour - gitaar, keyboards, zang
- Rick Wills - basgitaar, zang
- Willie Nelson - drum, percussie
- Carlena Williams, Debbie Doss, Shirlie Roden - achtergrondzang
- Mick Weaver en Gilmour - piano op: So far away

## Tracklist
Alle nummers zijn geschreven door Gilmour zelf, behalve daar waar aangegeven.
1. Mihalis
2. There Is No Way Out Of Here (K. Baker)
3. Cry From The Street (Gilmour en E. Stuart)
4. So Far Away
5. Short And Sweet (Gilmour en Roy Harper)
6. Raise My Rent
7. No Way
8. It's Definitely
9. I Can't Breath Anymore